# Blasphemy (banda)
Blasphemy es una banda canadiense de black metal con sede en Vancouver, Columbia Británica, que se formó en 1984.  La banda fue formada inicialmente por el vocalista y bajista ocasional Gerry Bull y el baterista Sean Stone, mejor conocidos por sus respectivos nombres artísticos Nocturnal Grave Desecrator and Black Winds & 3 Black Hearts of Damnation and Impurity.  Poco después, el guitarrista Geoff Drakes, también conocido por su seudónimo Caller of the Storms, se uniría a la banda.  La banda se formó primero como "Antichrist", y tendría dos cambios de nombre más ( "Desaster" y "Thrash Hammer", respectivamente)  antes de decidirse por Blasphemy en 1987.
La banda tiene reputación de ser violenta, y algunos de sus miembros están involucrados en actividades delictivas, incluido un miembro que contrabandeó narcóticos y a su novia en un vuelo comercial a Ámsterdam, agredió a un oficial de policía y traficaba con drogas.  Como consecuencia de ello, la mayoría de sus miembros han pasado tiempo en prisión. 

## Historia
Blasphemy se formó en 1984. La banda lanzó un demo titulado "Blood Upon the Altar" en 1989 y su álbum debut, " Fallen Angel of Doom",   al año siguiente a través de Wild Rags, con quien habían firmado mientras estaban de gira por los Estados Unidos .  El segundo álbum de estudio de larga duración de Blasphemy, "Gods of War" de 1993, fue lanzado a través de Osmose Productions.  En 1993, Blasphemy también formó parte de la gira europea denominada "Fuck Christ Tour";  gira junto a Immortal y Rotting Christ.  Nocturnal Grave Desecrator and Black Winds dejaron la banda durante los primeros días de la gira después de experimentar problemas con el entonces bajista Ace Gustapo Necrosleezer and Vaginal Commands. Durante el resto de la gira, Ace reemplazó a Nocturnal Grave Desecrator and Black Winds como vocalista principal. 
Después del "Fuck Christ Tour", Blasphemy quedó inactivo durante varios años.  Ryan Förster, más conocido como Deathlord of Abomination and War Apocalypse, se unió a la banda en 1999 como segundo guitarrista.  La banda tocó nuevamente en julio de 2001 en Vancouver, y una grabación del show fue lanzada como álbum en vivo Live Ritual – Friday the 13th al año siguiente. 
Estuvieron nuevamente inactivos hasta 2009, cuando dieron dos conciertos; uno en Montreal y otro en Helsinki, en el festival Black Flames of Blasphemy, junto a Proclamation, Black Witchery, Revenge y Archgoat.  En 2010, Blasphemy encabezó la segunda instalación de Nuclear War Now! Festival en Alemania.
La canción "War Command" de Blasphemy ha sido versionada por Beherit y la versión apareció en el álbum recopilatorio de Beherit de 1999 Beast of Beherit - Complete Worxxx . "Winds of the Black Gods" de Blasphemy fue la canción de apertura de la compilación de 2004 Fenriz Presents... The Best of Old-School Black Metal.

## Miembros
Alineación actual
- Nocturnal Grave Desecrator and Black Winds – voces y anteriormente bajo
- Caller of the Storms – guitarras
- Deathlord of Abomination and War Apocalypse – guitarras
- Hellfukker – batería

Artistas de sesión y en vivo
- Kadeniac - bajo, coros

Antiguos miembros
- Three Black Hearts of Damnation and Impurity – batería
- Ace Gestapo Necrosleezer and Vaginal Commands – bajo
- Black Priest of 7 Satanic Rituals – guitarras
- The Traditional Sodomizer of the Goddess of Perversity – guitarras
- Bestial Saviour of the Undead Legions – bajo y coros
- Pyramist Cunnilinguist of the Incarnate Fizj Blister Fist-a-Mister - kazoo y campanas de Valhalla[cita requerida]
- V.K. – Sesión de bajo en vivo

## Discografía

### Álbumes de estudio
- Fallen Angel of Doom.... (1990)
- Gods of War (1993)

### Álbumes en vivo
- Live Ritual - Friday the 13th (2001)
- Desecration of São Paulo - Live in Brazilian Ritual Third Attack (2016)
- Victory (Son of the Damned) (2018)

### Álbumes de demostración
- Blood Upon the Altar (1989)
- Die Hard Rehearsal (2001)
- Blood Upon the Soundscape (2018)